# Arvorig FM
Arvorig FM, est une radio associative bretonne qui émet depuis 1998. D'abord basée à Commana, elle déménage à Landerneau en 2005. Elle fonctionne uniquement en breton.

## Historique
La radio commence à diffuser en 1998 dans les Monts d'Arrée et le Léon.
À partir de 2005, la radio est installée dans la pépinière d’entreprises de Mescoat à Landerneau.
En 2022, l’Autorité de régulation de la communication audiovisuelle et numérique donne l’autorisation de diffusion sur Morlaix en FM analogique sur le 89.8.
En 2023, la radio compte 5 animateurs salariés et fête ses 25 ans.
En juillet 2024, le siège déménage au centre-ville de Landerneau. Selon Pauline Daniel, coordinatrice d’antenne à Arvorig FM Landerneau, ce déplacement s'explique par le prix des loyers.

## Contenu

### Programmes
La station est généraliste et couvre une variété de sujets (actualité, émissions culturelles, musicales, sport, interviews).
Elle fonctionne également avec un échange de programmes au sein du réseau des radios associatives en langue bretonne « Brudañ ha Skignañ ».
La radio accorde une place importante à la programmation musicale, avec une playlist axée autour de la musique bretonne, les musiques celtiques et également des musiques du monde ou de la chanson française.

### Langue
La station diffuse uniquement en langue bretonne,,,.

## Diffusion
Elle émet en modulation de fréquence, principalement dans le Pays de Léon (fréquences FM ou DAB+ dans les pays de Brest, Landerneau, Morlaix).
Elle diffuse sur la fréquence 89.9 FM à Morlaix, 107 FM à Landerneau et 91.7 FM pour le pays de Léon. La station est disponible à Brest en DAB+.
Ses émetteurs sont à Morlaix, Landerneau et Ploudiry.
Elle est accessible en direct sur Internet.

## Fonctionnement

### Structure
La station est gérée par l'association AR SKINOU.

### Partenariats et financements
Arvorig FM reçoit des subventions du Conseil régional de Bretagne (ICI Médias et le fonds d'aide à l'expression audiovisuelle en langue bretonne, FALB), du Conseil général du Finistère et du Ministère de la culture (FSER) et des collectivités locales.
Arvorig FM fait partie du réseau de radios associatives en langue bretonne « Brudañ ha Skignañ », qui regroupe Radio Kreiz Breizh, Radio Bro Gwened, Radio Kerne et Arvorig FM. Ce réseau est soutenu par le Conseil régional de Bretagne, et les conseils départementaux du Finistère, du Morbihan et des Côtes-d'Armor. Il permet aux radios associatives de produire un journal d'information quotidien en langue bretonne basé sur la mise en commun du travail des journalistes des différentes rédactions. Elles diffusent leurs contenus respectifs via les outils de communication et de diffusion de « Radio Breizh » (directs, podcasts sur le site et l'application).